# STS-122
STS-122は、国際宇宙ステーション（ISS）組立てミッション（1E）のために、2008年2月にスペースシャトルアトランティスによって行われた14日間に渡る有人宇宙飛行である。
ミッション内容は、コロンバス（欧州実験棟）の打上げ・設置等であった。
なお、STS-122でISSに到着したレオポルド・アイハーツ宇宙飛行士は第16次長期滞在クルーの一員としてISSに残り、代わりにダニエル・M・タニ宇宙飛行士が地球に帰還した。
STS-122は当初2007年12月6日（UTC）に打上げを予定し、当日燃料を注入する作業を始めたものの、燃料枯渇センサ（ECOセンサ）の異常により打上げを中止した。その後のトラブルシューティングに時間がかかり、またクリスマス休暇・年末年始にかかったこともあってSTS-122の実施は翌2008年の2月にずれ込んだ。
この打上げ遅延のため、STS-122で地球に帰還する予定のタニ宇宙飛行士は翌年の2月までISSに足止めされる形となったが、この間の2007年12月19日に実母が交通事故に遭って死亡するという悲劇にみまわれた。

## 乗組員
- ステファン・フリック (2) - 船長
- アラン・ポインデクスター（英語版） (1) - パイロット
- リーランド・D・メルビン (1) - ミッションスペシャリスト
- レックス・ウォルハイム (2) - ミッションスペシャリスト
- ハンス・シュリーゲル (2) - ミッションスペシャリスト（ ドイツ,欧州宇宙機関）
- スタンリー・ラブ（英語版） (1) - ミッションスペシャリスト

### 出発するExpedition 16乗組員
- レオポルド・アイハーツ (2) - フライトエンジニア（ フランス,欧州宇宙機関）

### 帰還するExpedition 16乗組員
- ダニエル・M・タニ (2) - フライトエンジニア

かっこ内の数字は、今回を含めたフライト経験数。